# Actinodaphne ridleyi
Actinodaphne ridleyi är en lagerväxtart som beskrevs av James Sykes Gamble. Actinodaphne ridleyi ingår i släktet Actinodaphne och familjen lagerväxter. Inga underarter finns listade i Catalogue of Life.